# Ribavirina
La ribavirina también conocida como virazole es un nucleósido sintético en el que la base nitrogenada es la triazolcarboxamida, que actúa como antiviral. La ribavirina se puede administrar por vía oral, vía tópica y vía inhalatoria.
La ribavirina inhibe in vitro el crecimiento de virus tanto de ADN como de ARN, tales como mixovirus, paramixovirus, arenavirus, bunyavirus, virus del herpes, adenovirus y poxvirus.

## Mecanismo de acción
La ribavirina sufre un proceso de fosforilación en las célula infectada utilizando enzimas tisulares como la adenosin kinasa.
La ribavirina monofosfato inhibe la síntesis de guanosín monofosfato, reduciendo sus niveles intracelulares. La ribavirina trifosfato inhibe la enzima mRNA-guanililtransferasa inhibiendo la síntesis de ARN mensajero vírico y también ARN polimerasa. A altas concentraciones in vitro también inhibe la transcriptasa inversa del VIH. En el caso de Hepatitis C ejerce su afecto antiviral a través diversos mecanismos, entre ellos mutagénesis letal.

## Reacciones adversas
La ribavirina  puede producir anemia macrocítica, alteraciones neurológicas y gastrointestinales. Por vía inhalatoria puede producir irritación conjuntival y erupciones cutáneas. Por vía intravenosa anemia, aumento de la bilirrubina, hierro y ácido úrico.
No se recomienda durante el embarazo por su capacidad teratogénica.

## Indicaciones
- Gripe: Por vía inhalatoria en la gripe de menos de 24 horas de evolución en personas de alto riesgo, al disminuir las complicaciones pulmonares.
- Virus sincitial respiratorio: En la bronquiolitis infantil del VSR en su fase inicial, por lo general solo en casos más graves
- Fiebre de Lassa.
- Hepatitis C: Junto con interferón pegilado alfa-2a o alfa-2b.